# Ayoze Pérez
Ayoze Pérez (Santa Cruz de Tenerife, 1993. július 29. –) spanyol válogatott labdarúgó, a Villarreal csatára.

## Pályafutása

### Klubcsapatokban
Pérez a spanyolországi Santa Cruz de Tenerife városában született. Az ifjúsági pályafutását a San Andrés és a Santa Cruz csapatában kezdte, majd a Tenerife akadémiájánál folytatta.
2012-ben mutatkozott be a Tenerife harmadosztályban szereplő felnőtt keretében. 2014-ben az angol első osztályban érdekelt Newcastle Unitedhez igazolt. 2019. július 4-én ötéves szerződést kötött a Leicester City együttesével. A 2022–23-as szezon második felében a spanyol Real Betis csapatánál szerepelt kölcsönben. Először a 2023. február 4-ei, Celta Vigo ellen 4–3-ra elvesztett mérkőzés 73. percében, Borja Iglesias cseréjeként lépett pályára. Első gólját 2023. április 15-én, az Espanyol ellen hazai pályán 3–1-es győzelemmel zárult találkozón szerezte meg. Július 6-án végleg szerződtette a Betis, ahova 2027. június 30-ig szóló szerződést írt alá.
2024. augusztus 13-án négyéves szerződést kötött a Villarreal csapatával.

### A válogatottban
Pérez 2014-ben két mérkőzés erejéig tagja volt a spanyol U21-es válogatottnak.

## Statisztikák
2023. május 4. szerint
| Klub             | Szezon               | Osztály            | Bajnokság | Bajnokság | Kupa  | Kupa | Ligakupa | Ligakupa | Nemzetközi | Nemzetközi | Egyéb | Egyéb | Összesen | Összesen |
| Klub             | Szezon               | Osztály            | Meccs     | Gól       | Meccs | Gól  | Meccs    | Gól      | Meccs      | Gól        | Meccs | Gól   | Meccs    | Gól      |
| ---------------- | -------------------- | ------------------ | --------- | --------- | ----- | ---- | -------- | -------- | ---------- | ---------- | ----- | ----- | -------- | -------- |
| Tenerife B       | 2011–12              | Tercera División   | 18        | 6         | —     | —    | —        | —        | —          | —          | —     | —     | 18       | 6        |
| Tenerife B       | 2012–13              | Tercera División   | 17        | 5         | —     | —    | —        | —        | —          | —          | —     | —     | 17       | 5        |
| Tenerife B       | Összesen             | Összesen           | 35        | 11        | 0     | 0    | 0        | 0        | 0          | 0          | 0     | 0     | 35       | 11       |
| Tenerife         | 2012–13              | Segunda División B | 16        | 1         | 0     | 0    | —        | —        | —          | —          | —     | —     | 16       | 1        |
| Tenerife         | 2013–14              | Segunda División   | 34        | 16        | 1     | 0    | —        | —        | —          | —          | —     | —     | 35       | 16       |
| Tenerife         | Összesen             | Összesen           | 50        | 17        | 1     | 0    | —        | —        | —          | —          | —     | —     | 51       | 17       |
| Newcastle United | 2014–15              | Premier League     | 36        | 7         | 0     | 0    | 3        | 0        | —          | —          | —     | —     | 39       | 7        |
| Newcastle United | 2015–16              | Premier League     | 34        | 6         | 1     | 0    | 2        | 0        | —          | —          | —     | —     | 37       | 6        |
| Newcastle United | 2016–17              | Championship       | 36        | 9         | 2     | 0    | 3        | 3        | —          | —          | —     | —     | 41       | 12       |
| Newcastle United | 2017–18              | Premier League     | 36        | 8         | 1     | 2    | 0        | 0        | —          | —          | —     | —     | 37       | 10       |
| Newcastle United | 2018–19              | Premier League     | 37        | 12        | 3     | 1    | 1        | 0        | —          | 41         | 13    |       |          |          |
| Newcastle United | Összesen             | Összesen           | 179       | 42        | 7     | 3    | 9        | 3        | 0          | 0          | 0     | 0     | 195      | 48       |
| Leicester City   | 2019–20              | Premier League     | 33        | 8         | 2     | 0    | 5        | 0        | —          | —          | —     | —     | 40       | 8        |
| Leicester City   | 2020–21              | Premier League     | 25        | 2         | 6     | 1    | 1        | 0        | 4          | 0          | —     | —     | 36       | 3        |
| Leicester City   | 2021–22              | Premier League     | 14        | 2         | 1     | 0    | 0        | 0        | 9          | 1          | 1     | 0     | 25       | 3        |
| Leicester City   | 2022–23              | Premier League     | 8         | 0         | 1     | 0    | 4        | 1        | —          | —          | —     | —     | 13       | 1        |
| Leicester City   | Összesen             | Összesen           | 80        | 12        | 10    | 1    | 10       | 1        | 13         | 1          | 1     | 0     | 114      | 15       |
| Real Betis       | 2022–23 (kölcsönben) | La Liga            | 19        | 3         | —     | —    | —        | —        | 2          | 1          | —     | —     | 21       | 4        |
| Real Betis       | 2023–24              | La Liga            | 0         | 0         | 0     | 0    | 0        | 0        | 0          | 0          | 0     | 0     | 0        | 0        |
| Real Betis       | Összesen             | Összesen           | 19        | 3         | 0     | 0    | 0        | 0        | 2          | 1          | 0     | 0     | 21       | 4        |
| Összesen         | Összesen             | Összesen           | 363       | 85        | 18    | 4    | 19       | 4        | 15         | 2          | 1     | 0     | 416      | 95       |

## Sikerei, díjai
Newcastle United
- Championship
  - Feljutó (1): 2016–17

Leicester City
- FA Kupa
  - Győztes (1): 2020–21
- FA Community Shield
  - Győztes (1): 2021